# 2022年糧食危機

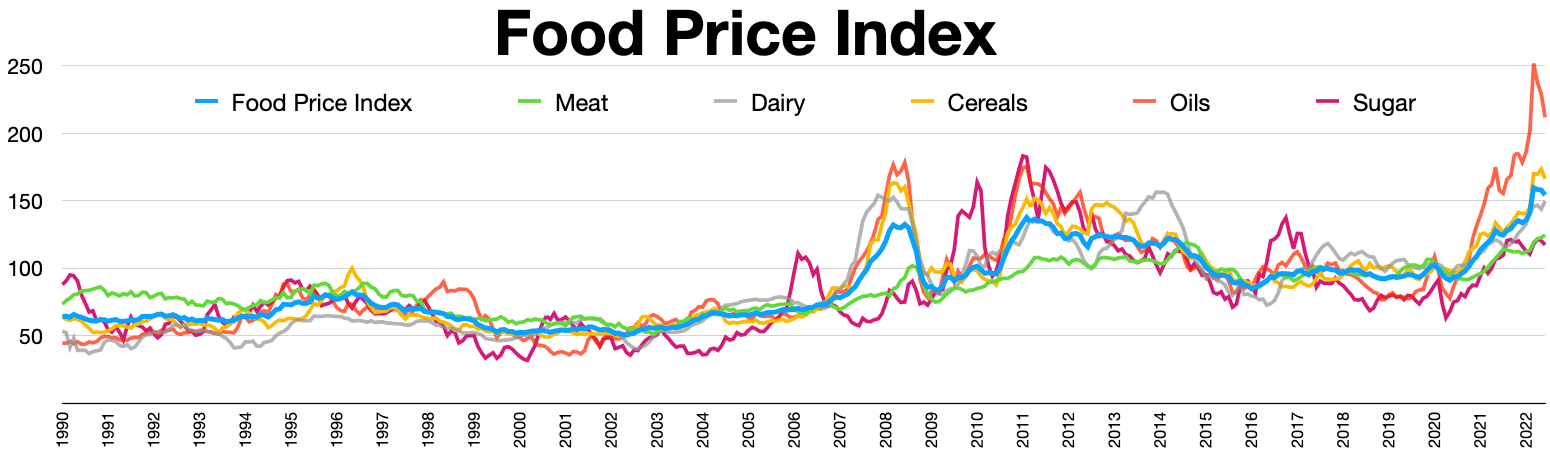
联合国粮食及农业组织食品价格指数
油
谷物
奶制品
肉类食物
食糖

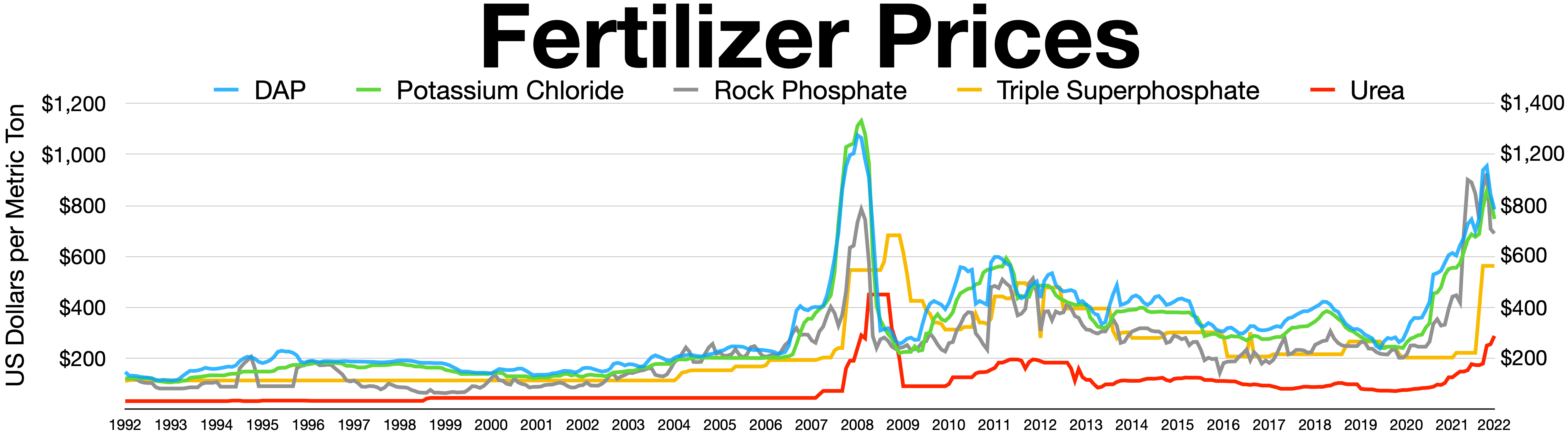
1992-2022年肥料價格。 2007-2008年世界糧食危機發生時化肥價格飆升。
DAP
氯化钾
磷矿石
过磷酸钙
尿素

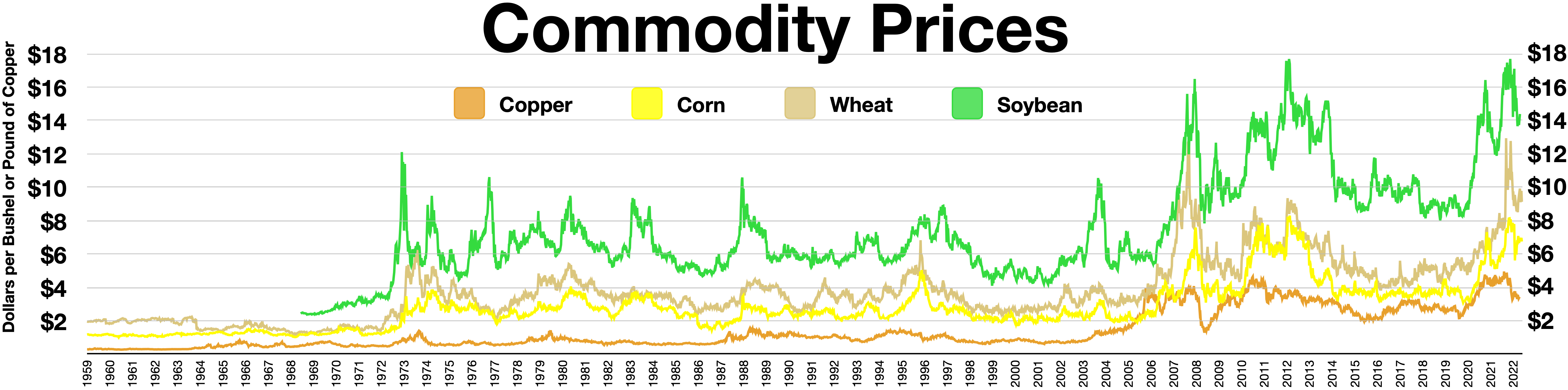
商品價格
大豆
小麦
玉米
铜

2022年，全球粮食价格快速上涨，粮食供应短缺。此次糧食危機是由地缘政治、经济和自然等因素造成，例如气候变化引起的极端高温、洪水和干旱，以及2019冠状病毒病疫情、2022年俄羅斯入侵烏克蘭等。2021年的嚴重洪水和熱浪摧毀了美洲和歐洲的主要農作物。  西班牙和葡萄牙在2022年初經歷了乾旱，部分地區農作物損失了 60-80%。
在2022年俄罗斯入侵乌克兰之后，聯合國粮食及农业组织及其他食品商品市场观察员警告食品供应會崩溃和价格上涨。大部分人士担忧与小麦、玉米和油料种子等主要商品作物之供应短缺有關，这可能导致价格上涨。俄烏戰事还导致燃料和相关的化肥价格上涨，进一步加劇粮食短缺和价格上涨。
在俄烏戰爭之前，食品价格早已创下历史新高。根据联合国粮食及农业组织的数据，截至2022年2月，食品价格同比上涨20%。战爭更於3月份进一步推高相關价格，於去年同期比較飆漲了40%。2019冠狀病毒病疫情、2022年俄罗斯入侵乌克兰以及与气候有关的作物歉收在内的复杂问题，预计将扭转全球饥饿和营养不良情況正在減少的趋势。
东非和马达加斯加等部分地區由於其农业系统不當和气候变化，當地已经历干旱和饥荒。外界预计隨著价格上涨，將使有關情况惡化。然而，即使是拥有安全食品供应的北方国家，如英国和美国，也由于粮食不穩而导致的成本上涨的直接影响。有分析师認為，此次食物危機所導致的價格上漲为2007-08年全球糧食價格危機以来最严重的一次。

## 背景
2019冠状病毒病疫情严重扰乱了世界各地的食品供应链，並扰乱了食品產业消费和分销阶段的分销渠道。由于食品与其他商品竞争，燃料和运输价格的上涨进一步增加了配送的复杂性。
与此同时，2021年的大規模洪水和热浪摧毁了美洲和欧洲的主要农作物。

## 原因

### 能源危机

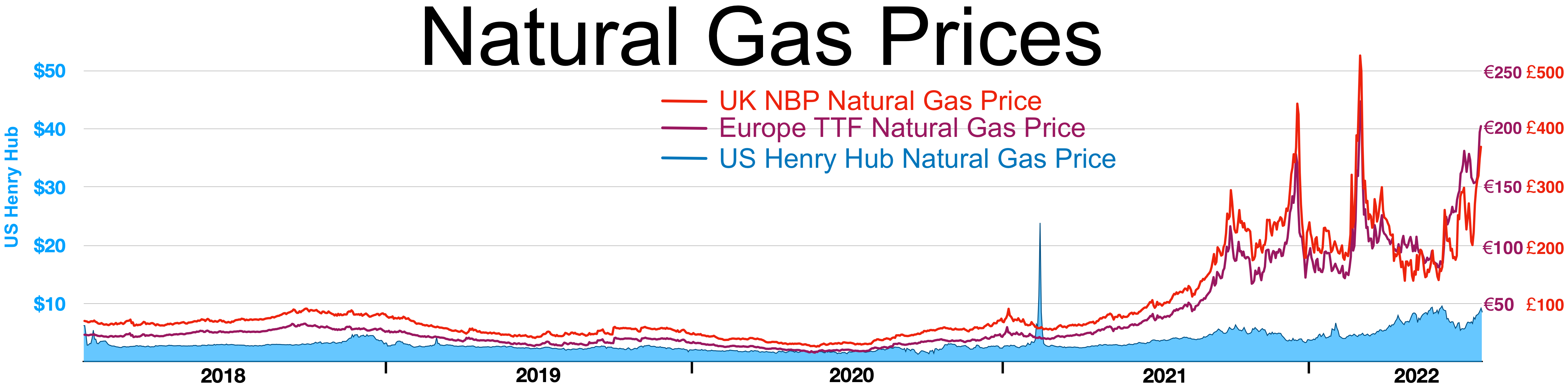
2018年至2022年7月歐洲和美國天然氣價格
國家平衡點 NBP（英國）天然氣價格
歐洲TTF天然氣價格
美國亨利港(Herry hub)天然氣價格

天然气為生产氨的主要原料，用于化肥生产。合成氮肥的发展大大促成了全球人口增长。据估计，目前地球上近一半的人因使用合成氮肥而養活。
2021年－2022年全球能源危机已蔓延至化肥和食品產業。商品价格机构ICIS的化肥主管Julia Meehan表示：“我们看到每种化肥的价格都创下历史新高，远高于2008年的高点。这是非常、非常严重的。人们没有意识到世界上50%的食物依赖于化肥。”

### 俄罗斯入侵乌克兰

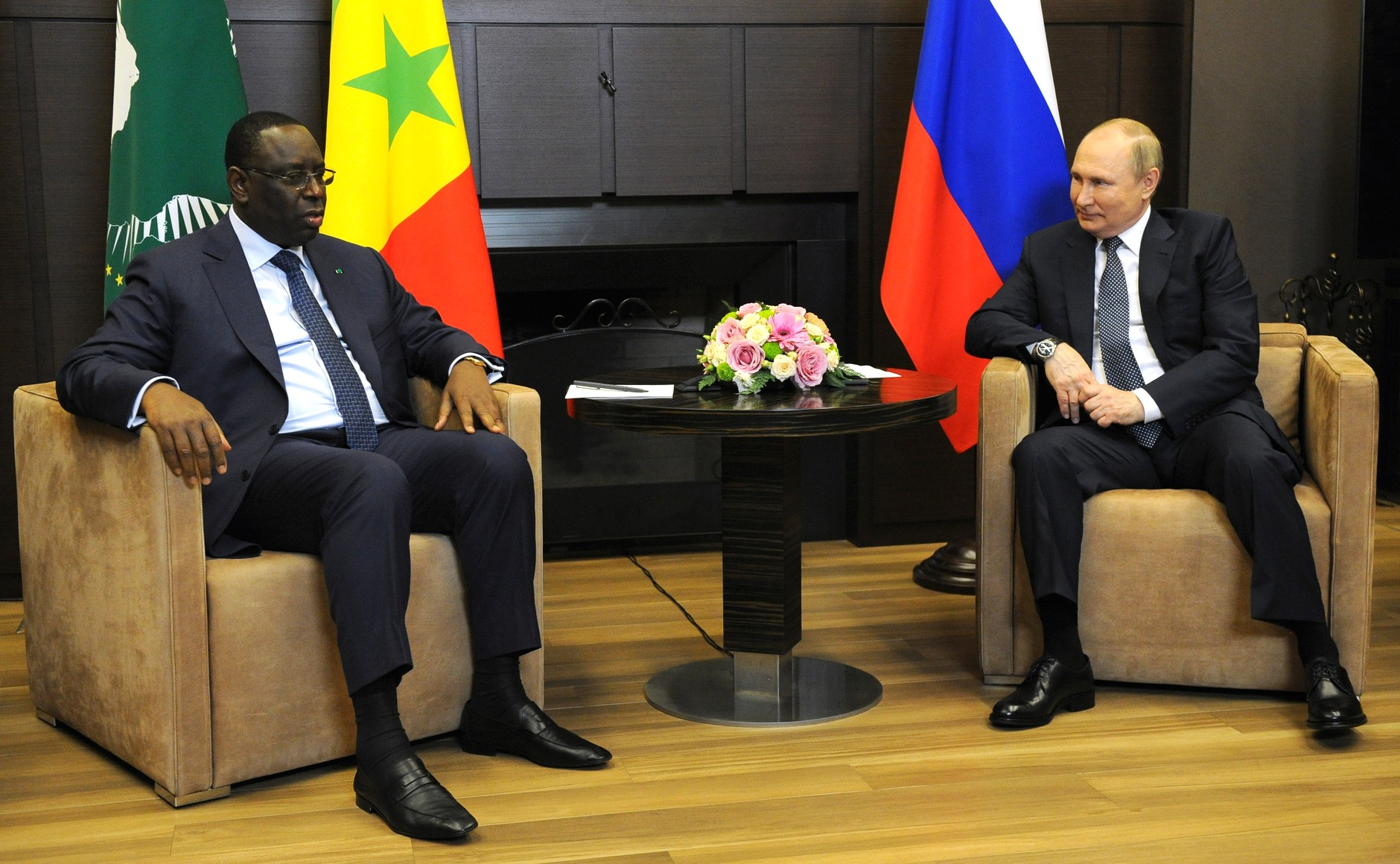
2022 年 6 月 3 日，俄羅斯總統弗拉基米爾·普京會見非洲聯盟主席麦基·萨勒，討論從俄羅斯和烏克蘭向非洲運送糧食的問題

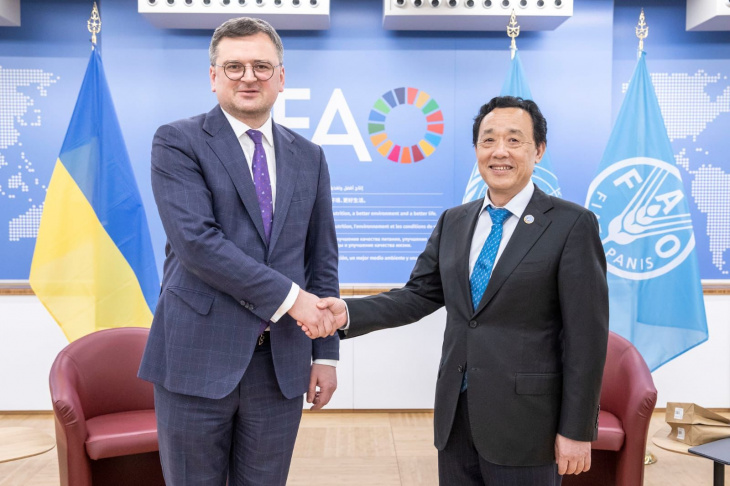
乌克兰外交部德米特罗·库列巴會見联合国粮食及农业组织（糧農組織）總幹事屈冬玉，討論促進烏克蘭糧食出口的技術支持，2023年4月26日

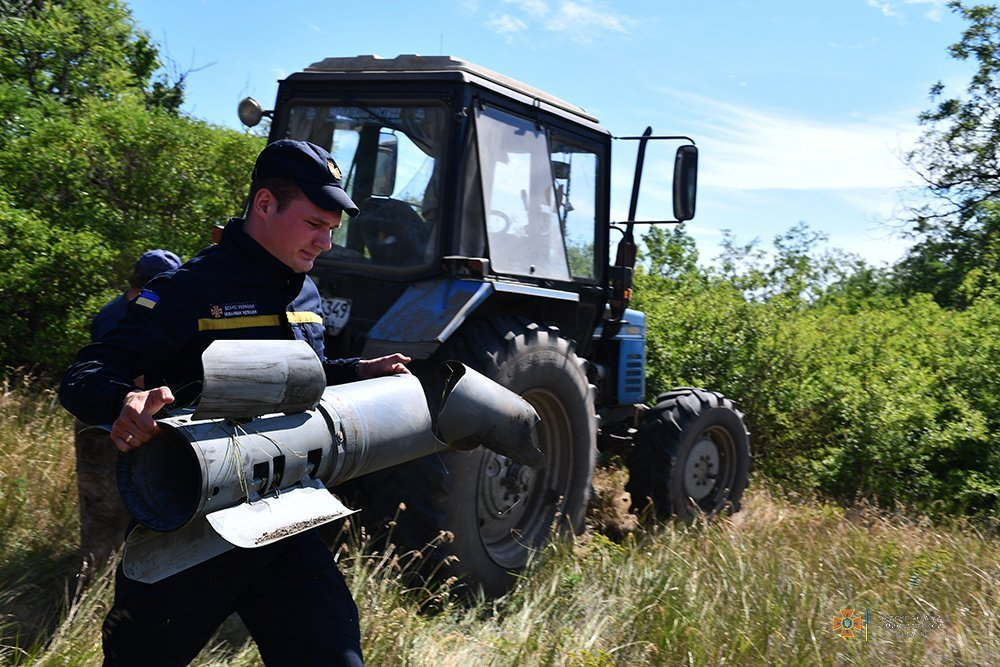
2022 年 7 月 1 日，烏克蘭國家應急服務成員在烏克蘭東南部的農田攜帶一枚未爆炸的俄羅斯炸彈。俄羅斯入侵烏克蘭擾亂了來自烏克蘭的糧食農業和糧食貿易的所有部分，進一步給已經出現價格大幅上漲的全球供應鏈帶來壓力。

2022年俄羅斯入侵烏克蘭導致多國對俄羅斯實施經濟制裁，跨國貿易變得不穩。由於俄羅斯和烏克蘭兩國是許多基本原材料的主要出口國，包括小麥、穀物、石油、天然氣、煤炭，乃至黃金以及其他貴金屬。這不僅給全球糧食供應鏈帶來衝擊，同時影響商品交易市場。 多國實施出口禁令，使得全球糧食安全問題更為惡化。根據國際食物政策研究所最新數據，截至5月29日，有20多個國家正在限制糧食或肥料出口。
从2月2日至4月1日，俄罗斯已禁止硝酸铵的出口，以保障對国内农民的供应，以免受全球天然气成本上涨影响。

### 气候危机
2020年至2022年，多地出現高温、洪水和干旱，包括東非的乾旱、北美的乾旱和熱浪、歐洲的極端天氣、南亞和南美熱浪、澳洲的水災等，严重损害全球粮食供应和储备。这些氣候變化以致的天气事件使粮食系统对俄烏战争等冲击的抵御能力降低。此使2022年初全球小麦储量极低。
伊拉克的气候变化正导致當地水资源日益短缺，这可能会在未来几年对该国产生严重影响。此外，伊拉克的水安全是基于不断下降的底格里斯河-幼发拉底河系统。

### 供应链受擾亂
上述提及由於2019冠状病毒病疫情、2022年俄羅斯入侵烏克蘭，使供應鏈嚴重受到擾亂。
加上，中国實行清零政策，屢次封锁國內城鎮，大大减少了农业的重要糧食作物的投入。在此之前，中国已经在2021年将其粮食储备维持在“历史高位”，加上由于中美贸易战，以及與澳大利亚的關係變差，或可能促使中国购买更多粮食作储备。

### 也门战争
也门饥荒的主要原因是正在进行的也门内战。由于沙特阿拉伯于2015开始对也门的封锁，援助往往无法有效地惠及民众。也门有1740万人没有足够的食物，也门的营养不良水平位居世界前列。

## 影响

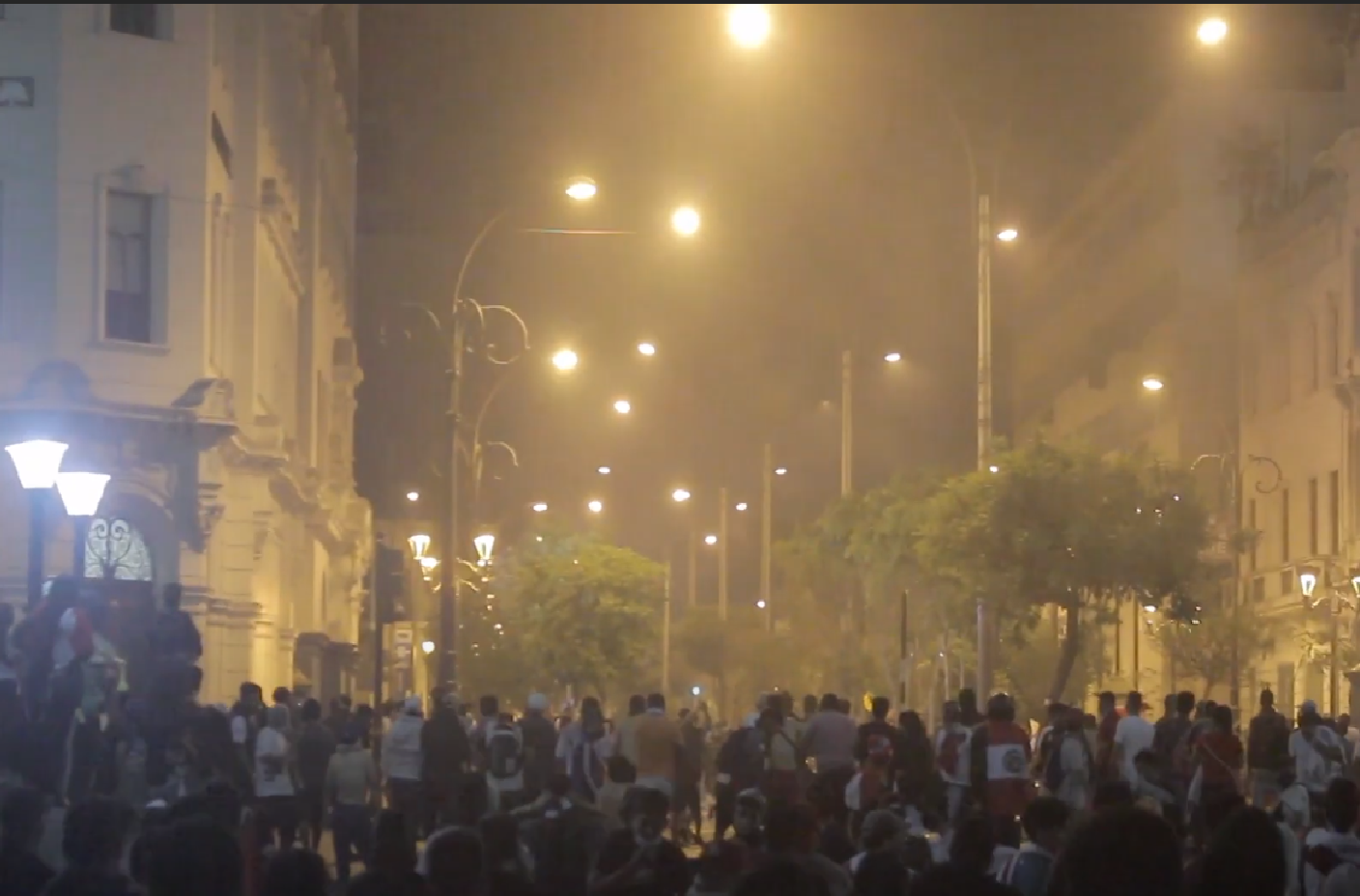
2022年秘魯示威由於食品和燃料價格上漲

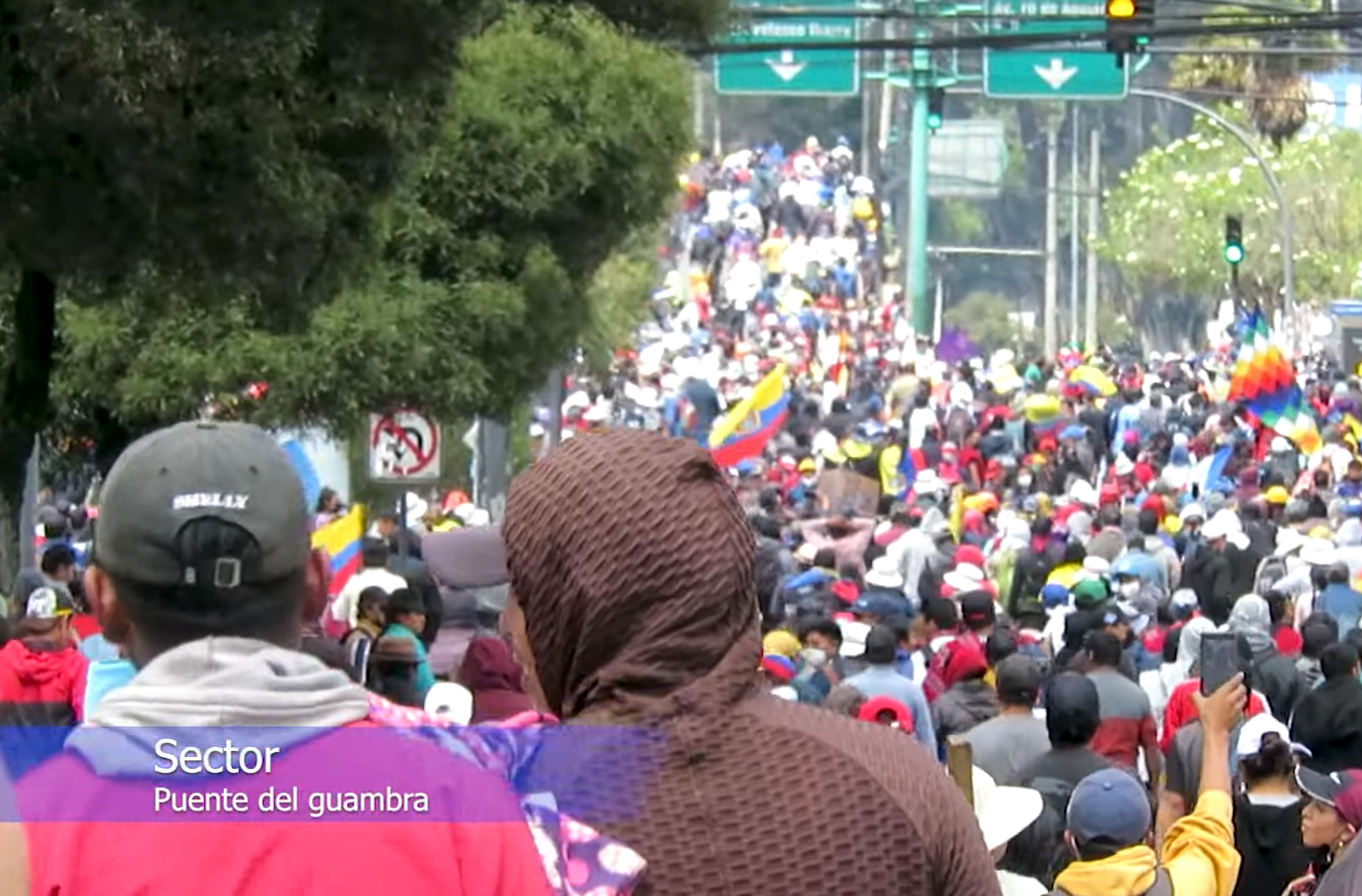
2022 厄瓜多爾抗議 反對厄瓜多爾總統吉列尔莫·拉索(Guillermo Lasso)的經濟政策，引發燃料和食品價格上漲

价格上涨对亚洲、非洲和拉丁美洲部分地区的影响尤为严重，伊朗、斯里兰卡、苏丹、和伊拉克出现抗议和食品骚乱。其他发生糧食暴动或面临相关动乱的国家是阿尔巴尼亚、秘鲁、突尼斯和黎巴嫩。

### 阿富汗
在塔利班接管之后，西方国家暂停對阿富汗的人道援助，世界银行和国际货币基金组织也停止了对阿富汗的付款。拜登政府冻结了属于阿富汗中央银行约90亿美元的资产，阻止塔利班於美国银行的账户中的数十亿美元。 2021年10月，联合国表示，阿富汗3900万人口中，有一半以上面临严重的粮食短缺。
与俄罗斯入侵乌克兰有关的价格上涨可能会使美国撤军后阿富汗的经济危机更加严重。据联合国称，44亿美元用于支付增加的食品成本，人权专家呼吁美国解除对阿富汗中央银行资产的封锁，以缓解人道主义危机。

### 智利
2022年粮食危机加剧了智利自2020年以来不断攀升的通货膨胀。根据2022年3月相对于 2021年3月消費者物價指數 (IPC) 的变化来衡量，通货膨胀率 (1.9%) 是自1993年10月以来已知的最高水平，面包和肉类价格以及一般食品价格上涨。食用油价格上涨，圣地亚哥超市的特定品牌从2021年4月到2022年4月价格上涨了 90%。食品价格上涨被认为是與2022年超市信用卡发行数量增加，以及超市信用卡债务违约率上升有關。 2022年4月，总统加布里埃尔·博里奇宣布了一项37亿美元的经济复苏计划，其中包括提高最低工资以帮助人们应对不断上涨的物价。属于桑科薩集團的超市在4月下旬开始配给食用油、大米和面粉。

### 欧洲
欧洲的能源危机和2022年俄罗斯入侵乌克兰导致欧洲肥料和食品產业价格大幅上涨。商品价格公司ICIS的化肥主管Julia Meehan表示：“我们看到每种化肥的价格都创下历史新高，远高于2008年的高位。这是非常、非常严重的。人们没有意识到世界上50%的食物依赖于化肥。”

### 印尼
食用油价格大幅上涨，引发印尼當地学生抗议和其他内乱，作为最大的棕榈油生产国的印尼中央政府禁止出口棕榈油。随着第二大生产国马来西亚的收成下降，印尼禁令导致全球供应链严重中断，進一步加劇俄羅斯和烏克蘭石油出口減少以及南美大豆作物歉收導致的價格上漲。

### MENA和东非
外界预计小麦等某些主食的价格上涨，将对MENA和东非的埃及、土耳其和索马里等国家造成严重的影响，这些国家严重依赖从乌克兰和俄罗斯进口小麦。预计这将进一步损害埃塞俄比亚、肯尼亚、索马里和南苏丹等地區食品市场的价格。
俄烏戰爭引起的粮食市场变化，进一步加剧了本已脆弱的非洲之角地區现有的干旱问题。 2022年2月，世界粮食计划署和联合国儿童基金会已经预测东非1300万人的营养和饥饿缺口。到3月，联合国已将这一数字提升預測數字至2000万人。聯合國人道主義事務協調廳指出，非洲之角正遭受40多年來最嚴重的乾旱，民眾面臨饑餓威脅 。

#### 伊朗
在小麦价格上涨后，伊朗于5月初爆发抗议活动。

### 北美
北美经历与2020-2022年北美干旱和2021-2022年全球供应链危机，其使當地相关的供應鏈和食物短缺問題更為嚴重。供应链危机也是當地2022年中旬出現的美國奶粉荒之因素之一。

### 南亚

#### 印度
據報導，每10个印度人中有6个依赖国家提供的补贴食品。尽管在乌克兰小麦价格上涨后的早期报告和政府政策表明，印度已準備出口更多小麦，预计到4月底，當地收成会2022年印度热浪而减少。這使当地食品价格和化肥价格上漲。
5月13日，世界第二大小麦生产国印度禁止小麦出口。国际货币基金组织总裁克里斯塔利娜·格奥尔基耶娃敦促印度重新考虑其对小麦出口的禁令。

#### 斯里兰卡
由于总统戈塔巴亚·拉贾帕克萨全面禁止化肥，斯里兰卡受到粮食危机的影响更为严重。由於當地已经面临大规模的人为作物歉收，导致斯里兰卡的水稻产量下降了40-50%，而其他作物甚至早於俄烏戰爭之前遭受巨大的损失，部分作物損失達甚至70%。2022年斯里兰卡反政府示威升级，部分原因是由於當地粮食短缺和2019冠状病毒病疫情后引致的通货膨胀。至政府撤销对化肥的禁令时，俄罗斯入侵乌克兰已导致當地肥料价格上涨，这使斯里兰卡經濟幾乎崩潰，食用品嚴重不足。 5月9日，斯里兰卡总理马欣达·拉贾帕克萨於该国经济危机的抗议演变成暴力事件後辞职。

### 西非
乐施会、ALIMA和救助儿童會警告，西非的粮食危机可能影响達2700万人，特别是在布基纳法索、尼日尔、乍得、马里和尼日利亚。联合国秘书长在访问尼日利亚期间表示，战争加剧了整个非洲的粮食、能源和经济危机，對此表示担忧。

## 回應

### 中國
根據美國農業部的數據，到2022年上半年，中國獲得了全球50%的小麥、60%的大米和69%的玉米。中國將其食品庫存維持在“歷史高位”，導致全球食品價格上漲。彭博專欄作家亚当·明特寫道：“對於中國來說，這樣的庫存是必要的，以確保它不會受到美國等主要食品出口國的擺佈”。

### 美國
拜登政府試圖增加美國的農業生產，以應對4月份日益嚴重的短缺。美國政策界擔心中國或其他國家填補糧食缺口。 美國國會的阻撓阻止了危機的新資金和資源。一個由160個倡導組織組成的團體對拜登政府和國會削減對美國農業部項目的資金提出質疑。
2022年5月18日，美國宣布提供2.15億美元的發展援助以緩解危機。這是對非洲之角3.2億美元的補充。

### 德國
德國正在制定一項提案，到2030年逐步淘汰使用糧食作物生產的生物燃料。

### 俄罗斯

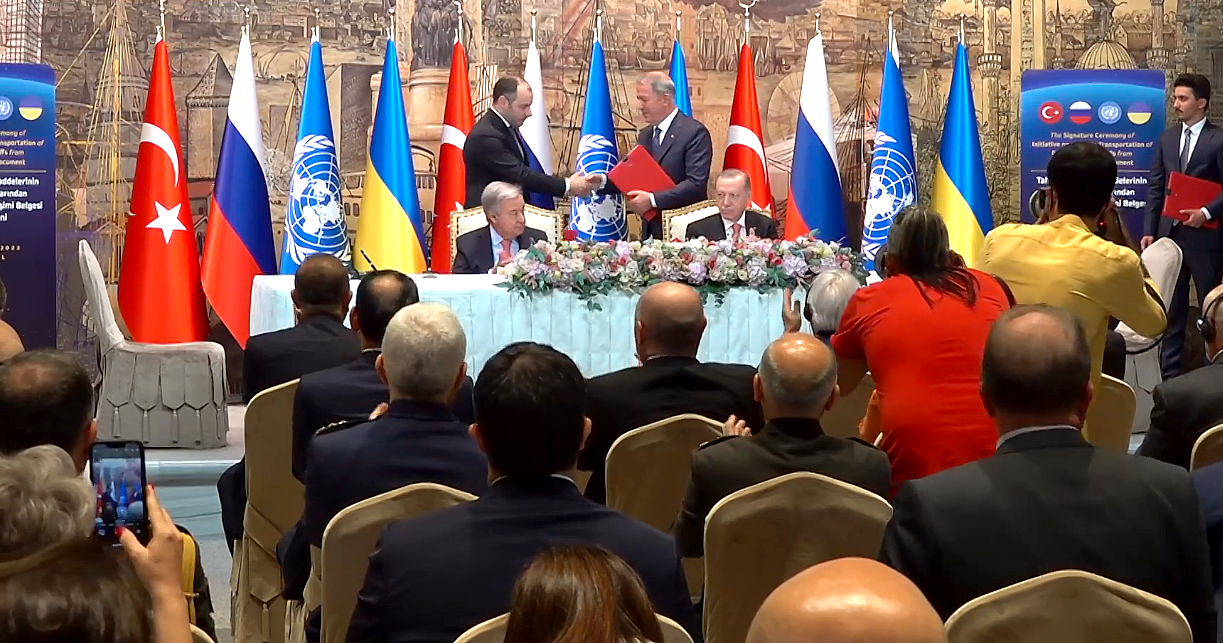
《黑海穀物倡議》在伊斯坦布爾舉行的簽字儀式

俄罗斯总统弗拉基米尔·普京在2022年9月7日出席在符拉迪沃斯托克举行的东方经济论坛上发表讲话时，指责从乌克兰运出的糧食并沒有运往有需要的贫穷国家，而是运向欧洲的富裕国家，并将糧食危机归咎于西方国家的制裁。乌克兰随着批评俄罗斯发表虚假陈述，以试图影响联合国与国际社会的舆论。

### 國際組織
世界銀行宣布了一項新的120億美元基金來應對糧食危機。
2022年5月，联合国呼吁俄罗斯促进乌克兰粮食港口的重新开放，以缓解全球粮食危机。